# قاضی لندپ دورجی
قاضی لندپ دورجی (انگلیسی: Kazi Lhendup Dorjee; زاده ۱۱ اکتبر ۱۹۰۴ – درگذشته ۲۸ ژوئیهٔ ۲۰۰۷) سیاستمدار اهل هند بود.
قاضی لندپ دورجی در ۲۸ ژوئیه ۲۰۰۷، در سن ۱۰۲ سالگی بر اثر سکته قلبی درگذشت.